# Рудник (гора)
Рудник (серб. Рудник) — гора в центральной Сербии, недалеко от города Горни-Милановац. Своё название получила за богатые залежи полезных ископаемых, главным образом руды. Его самый высокий пик — Цвиич, названный в честь сербского геолога и биолога Йована Цвиича, имеет высоту 1132 метров над уровнем моря. Рудник имеет ещё несколько вершин высотой более 1000 м. Склоны горы покрыты лиственным лесом, состоящим главным образом из буковых деревьев, а также дубов и клёнов.

## История
Археологические раскопки Беловодье на горе Рудник в Сербии доказывают, что это самое старое в мире место, где использовалась технология плавки меди при высокой температуре. Научно доказанные факты датируют время этого производства не позднее, чем 5000 до н. э. До прихода сюда римлян, область была заселена иллирийцами, фракийцами (главным образом даками), позже кельтами. Первый сербский динар с надписью на кириллице был отчеканен из металла Рудника. В XIV веке регион стали осваивать саксы. Особую важность Рудник приобрёл после 1441 года, когда Османская империя захватила Ново-Брдо. Богатые минеральные ресурсы Рудника (серебро, свинец и медь), являлись важным источником богатства для сербских правителей. Кроме добычи полезных ископаемых, вокруг Рудника стали расти поселения Рудник, Майдан и другие с развитыми ремеслами и процветающий торговлей, оказывающие влияние на всю Сербию.

## Окружающие реки
Рудник является водоразделом между бассейнами Моравы, Западной Моравы и Колубары. На северной стороне гору окружает Ясеница — правый приток Моравы, на западе расположены истоки Деспотовицы, левого притока Западной Моравы, с юга и юго-востока берёт начало река Гружа, также левый приток Западной Моравы. Кроме того, здесь же берут начало реки Златарица, Сребреница, Брезовица и Ясеница. Таким образом, Рудник является источником крупнейших рек Шумадии.

## Туризм
Благодаря исключительному лесному покрову и нетронутой природе Рудник подходит для летнего и зимнего отдыха, лечения, занятий спортом, охотничьего туризма. Необычные климатические условия (много солнечного света в течение года — годовая инсоляция превышает 2100 часов, высокая ионизация воздуха) и отсутствие поблизости промышленных предприятий позволили уже в 1922 году объявить Рудник здравницей. Населённые пункты и горы связаны сетью асфальтовых дорог, на склонах большое количество троп для оздоровительных прогулок, созданы условия для занятий спортом. Туристы могут подняться на пик Цвиича, на вершину крутого вулкана Островица, являющегося памятником природы Сербии. Там находятся остатки так называемого Джерина Града, где по одной из версий умерла Ирина Кантакузина. У Рудника сохранились остатки горнодобывающего производства от времён древнего Рима до средних веков, хотя поверхностные входы в шахты в основном завалены. Туристы могут посетить Опленац, монастырь Врачевшница и ряд других объектов. С юго-восточной стороны пика Цвиича находится природный заповедник Великий Штурац площадью 8 га.

## Основные вершины

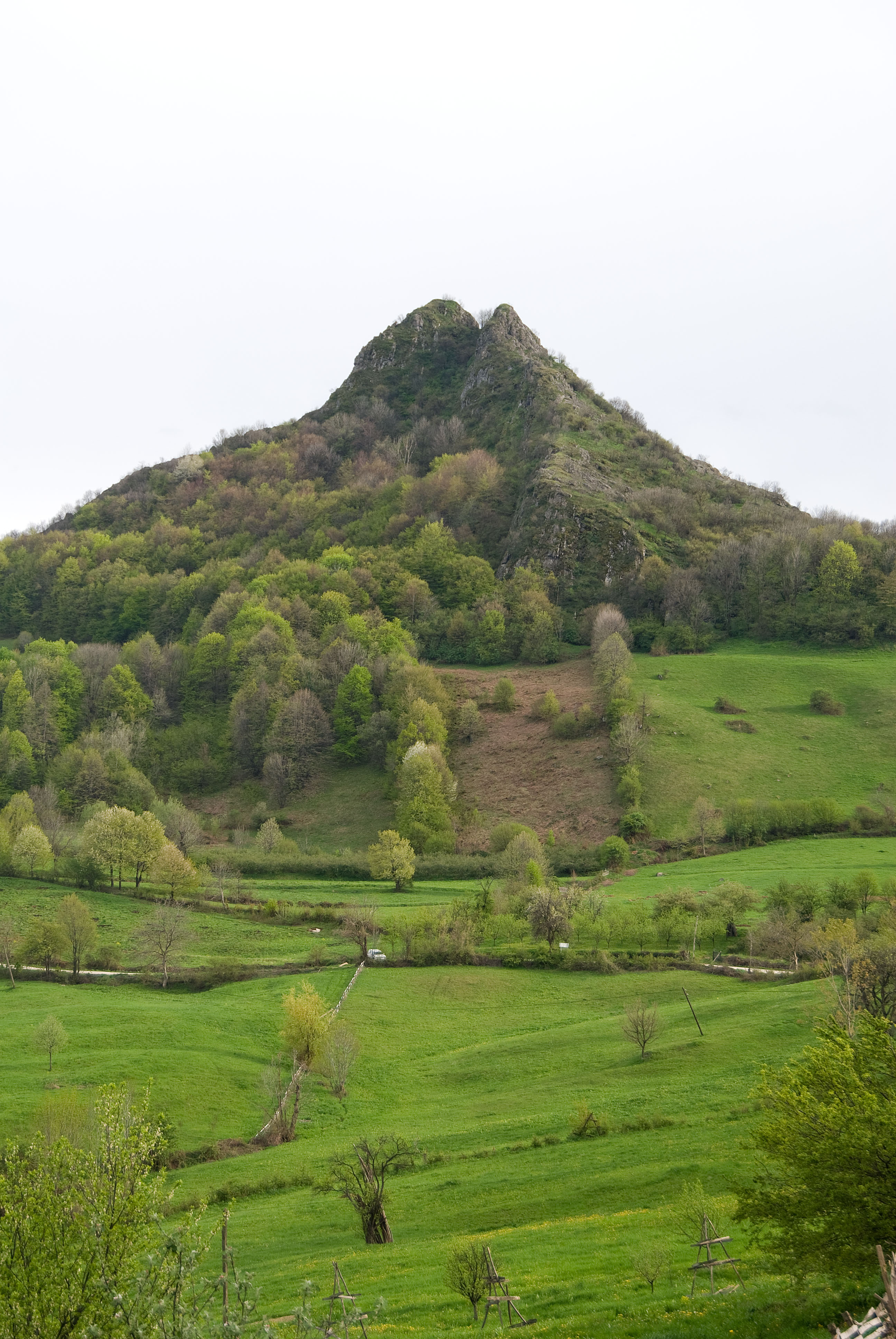
Пик Островица, 758 м

- пик Цвиича (ранее — Великий Штурац) — 1132 м;
- Малый Штурац (ранее — Средний Штурац) — 1113 (1115?) м;
- Молитве (Белое поле) — 1096 (1098?) м;
- Банетов пик — 1089 м;
- Прлински пик (ранее — Малый Штурац) — 1058 (1056?) м;
- Пальевине — 1052 (1062?) м;
- Марьанац — 1028 м;
- Увлака — 958 м;
- Явор — 927 м;
- Курьяк — 924 м;
- Суви грмови — 920 м;
- Велики лаз — 909 м;
- Градина — 830 м;
- Островица — 758 м.